# Ireneo García Alonso
Ireneo García Alonso (Quintanilla Vivar, 25 marzo 1923 – Toledo, 4 giugno 2012) è stato un vescovo cattolico spagnolo.

## Biografia
Ireneo García Alonso nacque a Quintanilla Vivar il 25 marzo 1923.

### Formazione e ministero sacerdotale
Compì gli studi ecclesiastici nei seminari di Burgos dal 1934 al 1940 e di Toledo dal 1941 al 1942. Nel 1948 conseguì il dottorato in teologia presso la Pontificia Università di Salamanca.
Il 27 marzo 1948 fu ordinato presbitero. In seguito fu parroco di Helechosa de los Montes dal 1948 al 1949 e professore di studi umanistici al seminario di Toledo dal 1949 al 1955. Nel 1955 fu inviato a Roma per studi. Nel 1958 ottenne la laurea in diritto canonico presso la Pontificia Università Gregoriana. Tornato in patria fu canonico penitenziere della cattedrale primaziale di Santa Maria a Toledo dal 1958 al 1968 e segretario e cancelliere dell'arcidiocesi di Toledo dal 1960 al 1968.

### Ministero episcopale
Il 7 dicembre 1968 papa Paolo VI lo nominò vescovo di Albacete. Ricevette l'ordinazione episcopale il 25 gennaio successivo nella cattedrale di Albacete dall'arcivescovo Luigi Dadaglio, nunzio apostolico in Spagna, co-consacranti l'arcivescovo metropolita di Pamplona e amministratore apostolico di Tudela Arturo Tabera Araoz e il vescovo ausiliare di Toledo Anastasio Granados García. Durante la stessa celebrazione ha preso possesso della diocesi.
Il 4 agosto 1980 papa Giovanni Paolo II accettò la sua rinuncia al governo pastorale della diocesi per motivi di salute. Tempo prima gli era stata diagnosticata la malattia di Parkinson.
In seno alla Conferenza episcopale spagnola fu membro della commissione per la liturgia dal 1969 al 1981.
Morì nella casa delle Piccole suore degli anziani abbandonati a Toledo il 4 giugno 2012 all'età di 89 anni. Le esequie si tennero il giorno successivo alle ore 18 nella cattedrale di Albacete e furono presiedute da monsignor Ciriaco Benavente Mateos. Al termine del rito fu sepolto nella cripta della cappella della Virgen de los Llanos nello stesso edificio.

## Genealogia episcopale
La genealogia episcopale è:
- Cardinale Scipione Rebiba
- Cardinale Giulio Antonio Santori
- Cardinale Girolamo Bernerio, O.P.
- Arcivescovo Galeazzo Sanvitale
- Cardinale Ludovico Ludovisi
- Cardinale Luigi Caetani
- Cardinale Ulderico Carpegna
- Cardinale Paluzzo Paluzzi Altieri degli Albertoni
- Papa Benedetto XIII
- Papa Benedetto XIV
- Papa Clemente XIII
- Cardinale Marcantonio Colonna
- Cardinale Giacinto Sigismondo Gerdil, B.
- Cardinale Giulio Maria della Somaglia
- Cardinale Carlo Odescalchi, S.I.
- Cardinale Costantino Patrizi Naro
- Cardinale Lucido Maria Parocchi
- Papa Pio X
- Cardinale Gaetano De Lai
- Cardinale Raffaele Carlo Rossi, O.C.D.
- Cardinale Amleto Giovanni Cicognani
- Cardinale Luigi Dadaglio
- Vescovo Ireneo García Alonso